# Berlin (banda)
Berlin é uma banda de new wave estadunidense formada em 1978 em Los Angeles, Califórnia. Atualmente a banda é formada por Chris Olivas (bateria), Carlton Bost (guitarra), Dave Schulz (DJ) e a vocalista Terri Nunn. A banda veio a ficar mundialmente conhecida na década de 1980 com os singles "Sex (I'm A...)", "No More Words" e "Take My Breath Away", tema do filme Top Gun - Ases Indomáveis, que recebeu o Oscar de melhor canção original.

## Ex-membros
- David Diamond
- Rod Learned
- John Crawford
- Matt Reid
- Ric Olsen
- Rob Brill
- Virginia Macolino
- Toni Childs
- Roger O'Donnel

## Discografia

### Álbuns e EPs
- 1980: Information (Zone H Records)
- 1983: Pleasure Victim (Enigma Records, Geffen Records)
- 1984: Love Life (Geffen Records)
- 1986: Count Three and Pray (Geffen Records)
- 1987: Dancing in Berlin (EP, Mercury)
- 2002: Voyeur (Reincarnate Music)
- 2005: 4 Play (Major Record)
- 2009: All The Way In (Fuel Label)
- 2013: Animal (Something Music)
- 2019: Transcendance (Cleopatra Records)

### Álbuns live e Best-Ofs
- 1989: The Best of Berlin
- 1997: Master Series
- 2000: Greatest Hits Remixed
- 2000: Live: Sacred & Profane

### Outros
- 1999: Fall Into Heaven (4-Track)
- 1999: Fall Into Heaven 2 (4-Track)